# Ertsjärv (ort)

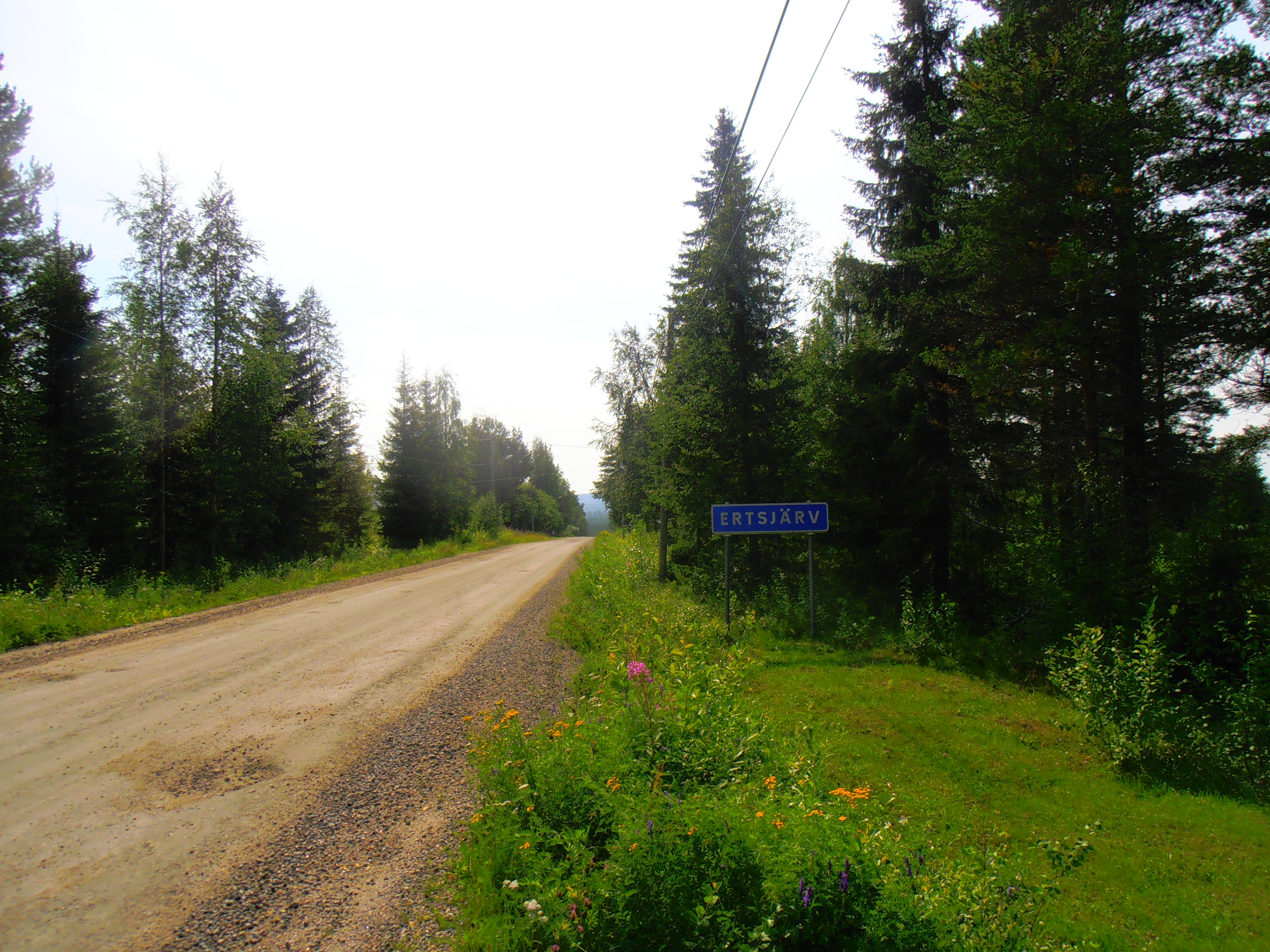
Ertsjärv, juli 2016.

Ertsjärv är en ort i Överkalix kommun, Norrbottens län. I augusti 2016 fanns det enligt Ratsit sju personer över 16 år registrerade med Ertsjärv som adress.